# Heubeck (Klavierbauerfamilie)
Die Klavierbauerfamilie Heubeck waren im 19. Jahrhundert drei fränkische Instrumentenbauer in Erlangen, Nürnberg, Ansbach sowie London. Der Begründer und Vater Conrad Heubeck zog nach Erlangen, wo es bereits eine qualifizierte Klavierbau-Tradition des Balthasar Schiedmayer (1711–1781) und dessen Söhnen gab.

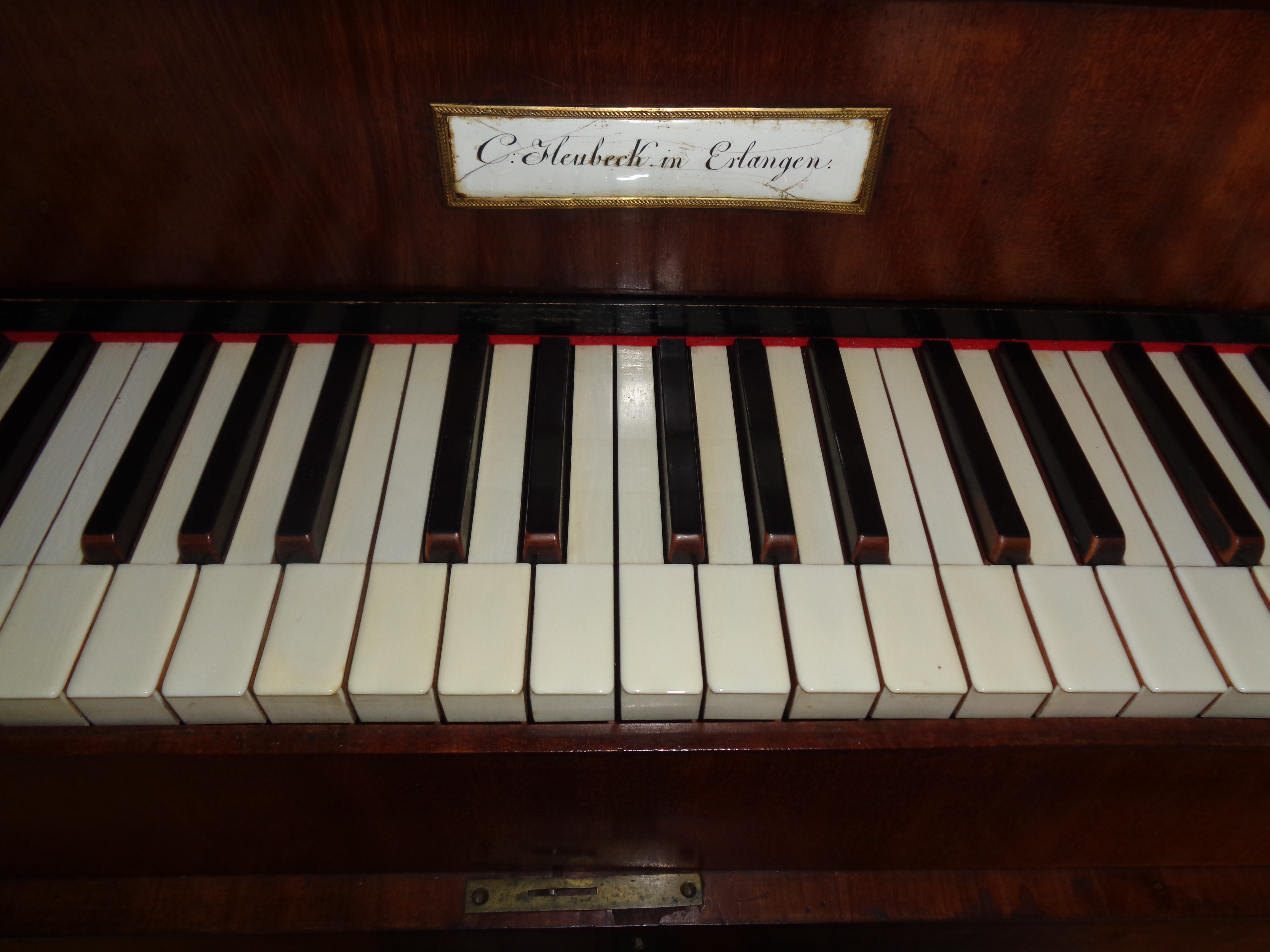
Hammerflügel mit Firmenschild Conrad Heubeck in Erlangen, um 1810

- Conrad Heubeck (geboren 19. November 1775 in Schwarzenbach an der Saale, gestorben 15. September 1837 in Erlangen), begründete 1803 eine Klavierbau-Werkstatt in Erlangen. Zu seiner Zeit lebte im Markgräfliches Schloss Erlangen (bis 1817, insgesamt 53 Jahre lang) die zweite Frau und Witwe des Bayreuther Markgrafen Friedrich, Sophie Caroline Marie von Braunschweig-Wolfenbüttel, die das Erlanger Musikleben in bemerkenswertem Maße bereicherte.[2] Zwei Söhne Heubecks wurden ebenfalls Klavierbauer.[3] Ein Hammerflügel aus seiner Hand von ca. 1810 befindet sich heute in Privatbesitz. Nach seinem Tod 1837 übernahm sein zweiter Sohn Johann Sebastian seine Werkstatt.
- Friedrich Heubeck (1808 – nach 1850) gründete 1834 in Ansbach eine Klavierfabrik, die er 1844 nach Nürnberg verlegte. 1846 ging er auf Geschäftsreise, die bis nach London führte. Von dieser kehrte er nicht zurück. Daraufhin erklärte seine Frau Catharina Regine, geb. Stunz, in Nürnberg die Insolvenz. Friedrich Heubeck soll um 1850 in London tätig gewesen sein.
- Johann Sebastian Heubeck (1810–1893) übernahm die Werkstatt seines Vaters in Erlangen. Er wollte sie 1847, möglicherweise aufgrund der Wegreise seines Bruders aus Nürnberg, dorthin verlegen, bekam dafür aber erst nach wiederholtem Antrag 1851 die Erlaubnis der Stadt. Hier begann er schon bald mit industrieller Fertigung. Auf seinen Antrag von 1853 hin bekam er in Nürnberg den Fabrikantentitel zuerkannt. Instrumente von ihm waren auf Gewerbeausstellungen von Leipzig und München ausgestellt. Mit 60 Jahren wurde er Privatier. Er starb 1893 verarmt in Nürnberg (Theodor Wohnhaas). Das Germanische Nationalmuseum Nürnberg verwahrt ein Tafelklavier J. S. Heubecks von 1860.[4]
- Die Universität Erlangen besitzt von Heubeck einen Flügel von vor 1851 und weitere Einzelteile (?).[5]